# Beate Klarsfeld
Beate Klarsfeld, născută Beate Auguste Künzel, (n. 13 februarie 1939, Berlin, Germania Nazistă) este o jurnalistă germană care a devenit cunoscută pe plan internațional prin angajamentul său în documentarea Holocaustului și căutarea criminalilor naziști. Este căsătorită cu Serge Klarsfeld, un istoric francez născut la București, România la 17 septembrie 1935 ca fiu al Raissei și Arno Klarsfeld, originari din Basarabia. La invazia germană în Balcani, familia Klarsfeld s-a refugiat în Franța neocupată, unde în cursul unei razii naziste comandate de Alois Brunner, (colaborator SS al lui Adolf Eichmann), Arno Karlsfeld a fost arestat, deportat la Auschwitz și asasinat (exterminat).

## Candidată la președinția Germaniei
În februarie 2012, după demisia lui Christian Wulff și desemnarea lui Joachim Gauck drept candidat la președinția Germaniei susținut de CDU, CSU, FDP și SPD, Verzii (Die Grünen), partidul de stânga, - Stânga (Die Linke) -, nefiind consultat de cancelara federală Angela Merkel (CDU), a decis desemnarea (contra lui Gauck) Beatei Klarsfeld pentru a candida la funcția respectivă. Totuși alegerea lui Gauck la 18 martie 2012 este considerată ca fiind sigură. Critici politici consideră că Beate Klarsfeld are în general o poziție politică pregnant proevreiască (prosemită), asta nefiind în armonie cu platforma politică a Stâng-iștilor (Die Linke) care abordează o poziție neutrală între arabi și Israel.